# David Moreno Terrón
David Moreno Terrón (Torrent, 30 d'octubre de 1975) és un escultor, dissenyador i artista faller. Llicenciat en publicitat i relacions públiques, també cursa estudis de Belles Arts a la Universitat Politècnica de València. Es considera un artista autodidacta que comença a fer Falles quan només és un xiquet i que poc a poc va perfeccionant la seua tècnica a mesura que van avançant els anys.
Realitza les seues primeres Falles durant l'època d'estudiant. La seua trajectòria professional al món faller s'inicia a la seua localitat l'any 1994 creant les Falles infantils de la comissió Carrer Toledo. Anys després aconsegueix el ninot indultat de les Falles de Torrent en 1998 i 99 amb obres plantades a la comissió Avinguda. Durant uns anys continua plantant al seu poble per comissions com Nicolau Andreu i també a municipis com Manises i Gandia. Aconsegueix el primer premi e la Secciió Especial de les Falles de Torrent als anys 1998, 2000 i 2002 plantant per la comissió Avinguda.
En 2003 debuta a les Falles de València plantant a la Secció Especial per la comissió Monestir de Poblet-A.Albiñana. Els anys següents crea obres per Barri de la Llum, Plaça del Mercat Central i Jesús-Sant Francesc de Borja, comissió esta última amb la qual tornarà a màxima categoria en 2010 amb "Un somni", que li valdrà el tercer premi. Continuarà un any més a la mateixa ubicació plantant "Utopia" en 2011 per canviar a l'encreuament de Convent de Jerusalem - Matemàtic Marzal en 2012 i 2013 també en Secció Especial. En 2014 es desplaça fins a Campanar per plantar "Metamorfosi" a la secció d'or i continuar competint en la categoria més alta des de 2017 de la mà d'Espartero-G.V. Ramon y Cajal. Realitza cadafals per la comissió Plaça del Doctor Collado des de 2012 fins a 2014 amb una línia estètica diferent a la resta de la seua obra en Secció Especial
En paral·lel a la seua trajectòria a València aquesta darrera època aconsegueix dos ninots indultats en 2010 i 2011 per la comissió Cronista-Vicent Begué i Esteve de Torrent.
De la búsqueda per introduir nous llenguatges plàstics i estètics en un camp tradicional i en un intent d'aglutinar veus artístiques diferents i donar visibilitat a les mateixes, funda "Projecte Encés", iniciativa que genera des de 2011 exposicions, intervencions i debats sumant disciplines en les fronteres entre les Falles i l'art.
En 2013 signa la seua primera Falla gran conjuntament amb Miguel Arraiz plantant "S'està lliurant una batalla encara que no ho sàpigues". Aquesta obra representa el punt de partida d'una línia vinculada a l'experimentació i la innovació dins de l'àmbit faller que continuarà amb "Ekklesia" en l'any 2015 per a Pediatra Jorge Comin - Serra Calderona signada pel col·lectiu Pink Intruder. Gràcies a la gran repercussió aconseguida, els organitzadors del festival Burning Man es posen en contacte amb Miguel Arraiz i David Moreno per establir línies de col·laboració entre les Falles i l'esdeveniment nord-americà. Fruit d'aquesta relació naix "Renaixement", peça que s'exhibeix en 2016 al desert de Nevada i que posteriorment torna a València per ser muntada i exposada al claustre del Centre del Carme. Finalment, l'obra es crema en 2017 junt a la Torre de la capital de l'Horta Sud. Aquesta experiència artística iniciada en 2015 i finalitzada en 2017 queda registrada al documental "I'm burning" del director valencià Andreu Signes. En 2018 també junt a Miguel Arraiz dins del col·lectiu Pink Intruder crea "Eppur si muove", Falla 2018 de nou per la comissió Cronista Vicent Begué i Esteve.
La seua carrera artística també inclou dissenys per a altres artistes tant a València com a les Fogueres d'Alacant. Dissenya Fogueres per artistes com José Lafarga en la categoria especial per a la comissió Polígon de Sant Blai i Pedro Santaeulalia per a Baver-Els Antigons. A València ha treballat amb l'artista Alberto Ribera fent-li els dissenys de "The Lments" en 2016 per Bisbe Amigó-Conca i de "Pallasso" en 2018 per Espartero-G.V. Ramon y Cajal.
Festivals com MIAU Fanzara, aparadors en fires com FITUR o esdeveniments com la Capitallitat Mundial de l'Alimentació Sotenible 2017 de València compten amb intervencions artístiques signades per l'artista ja siga en solitari o sota Pink Intruder.
És considerat com un dels artistes que més ha refrescat el panorama de les Falles infantils dels darrers anys. Les seues figures han suposat una ruptura amb l'estètica convencional dels cadafals i ninots de les Falles més menudes. La seua obra fallera en solitari es caracteritza per incidir en l'esculptura donant valor a la composició i al joc amb els espais sense necessitat d'ocupar tot el volum disponible. La seua producció està carregada d'un fort component líric. Dirigeix els seus treballs cap a l'adolescent que té una mirada més rica i fantasiosa.
La temàtica dels seus treballs es recolza en una important complexitat conceptual. Procura donar una imatge neta, poètica i generadora d'estranyesa perquè l'espectador puga fer la seua pròpia lectura que complete la història proposada per l'artista.